# پولینا آستاخوا
پولینا آستاخوا ورزشکار زن رشتهٔ ژیمناستیک اهل کشور اتحاد جماهیر شوروی بود. وی در بین سال‌های ‎۱۹۵۶ تا ۱۹۶۴ میلادی در مسابقات بازی‌های المپیک تابستانی در مجموع ۱۰ مدال، شامل ۵ مدال طلا ، ۲ نقره و ۳ برنز را کسب کرد.